# Auvo Nuotio
Auvo Nuotio (21 de agosto de 1917 – 7 de julio de 1985) fue un cantante, director de coro y actor finlandés.

## Biografía
Su nombre completo era Auvo Elis Nuotio, y nació en Víborg, en la actualidad parte de Rusia.
Tras tomar lecciones de canto de Heikki Teittinen, Martti Lehtinen y Jolanda di Maria Petris, inició su carrera en los años 1930 cantando en el grupo Sinipojat, en su ciudad natal. Finalizada la Segunda Guerra Mundial, interpretó algunos papeles en la Ópera Nacional de Finlandia, aunque nunca fue solista permanente de la institución.
Nuotio cantó como primer tenor en el grupo Kipparikvartetti desde 1950 a 1983 y en el cuarteto Bel canto entre 1948 y 1985. Con el primero de ellos, participó en un total de 160 grabaciones discográficas. Además, durante más de dos décadas fue director del coro masculino de la YMCA de Helsinki, colaborando con el mismo en diferentes grabaciones, siendo en algunas cantante solista. También dirigió, entre 1954 y 1957, el coro de la policía.  
Asimismo actuó en varias películas en las décadas de 1950 y 1960, entre ellas Kaunis Kaarina, en la que trabajó con Kauko Käyhkö, Teijo Joutsela y Olavi Virta. En sus producciones, a menudo formando parte del grupo Kipparikvartetti. 
Auvo Nuotio falleció en Espoo, Finlandia, en el año 1985, y fue enterrado en el Cementerio de Malmi, en Helsinki, en la tumba 22b-19-366. Su hijo, Vesa Nuotio, fue músico y prentador, miembro de los grupos Finntrio y Kivikasvot. Su sobrino, Pekka Nuotio, fue un tenor de fama internacional.

## Filmografía (selección)
- 1952 : Tervetuloa aamukahville eli Tottako toinen puoli
- 1952 : Kipparikvartetti
- 1952 : Mitäs me taiteilijat
- 1953 : Senni ja Savon sulttaani
- 1953 : Pekka Puupää kesälaitumilla
- 1954 : Onnelliset
- 1954 : Hei, rillumarei!
- 1954 : Minä soitan sinulle illalla
- 1955 : Pekka ja Pätkä pahassa pulassa
- 1955 : Kaunis Kaarina
- 1960 : Kankkulan kaivolla
- 1962 : Taape tähtenä
- 1962 : Tähdet kertovat, komisario Palmu
- 1965 : Täällä alkaa seikkailu